# Pimpinell

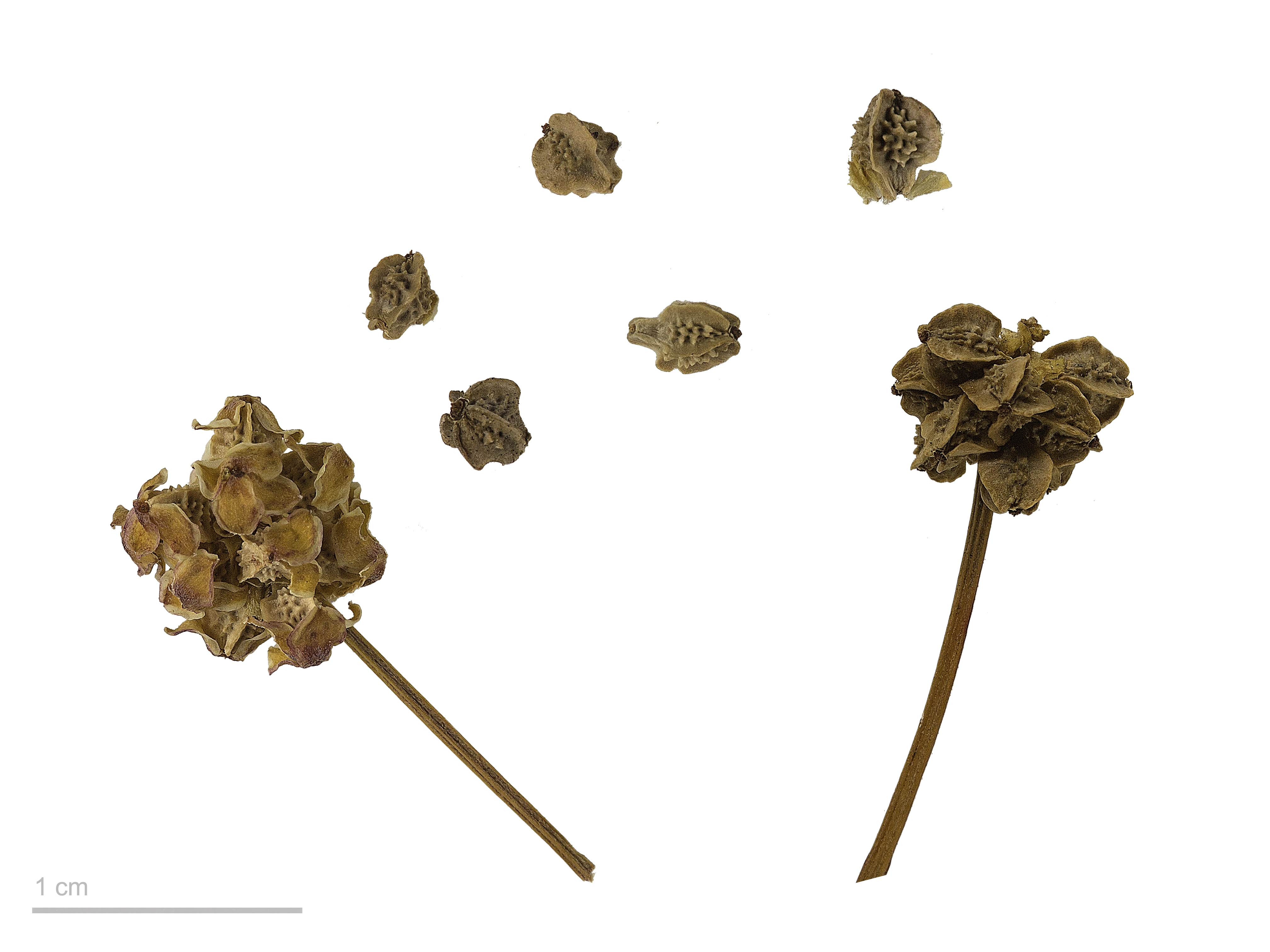
Sanguisorba minor

Pimpinell (Sanguisorba minor) är en flerårig växt som används färsk eller torkad, både som krydda och i te.